# Diospyros melanoxylon
Espèce
Diospyros melanoxylon est une espèce de plante à fleurs de la famille des Ebenaceae. C'est un arbre originaire du sous-continent indien. Outre son utilisation dans la filière bois pour son bois d'ébène, ses feuilles servent notamment dans l'industrie du tabac (pour l'enveloppe des cigarettes bidî) et ses fruits sont comestibles. Il est localement nommé tendu ou kendu.

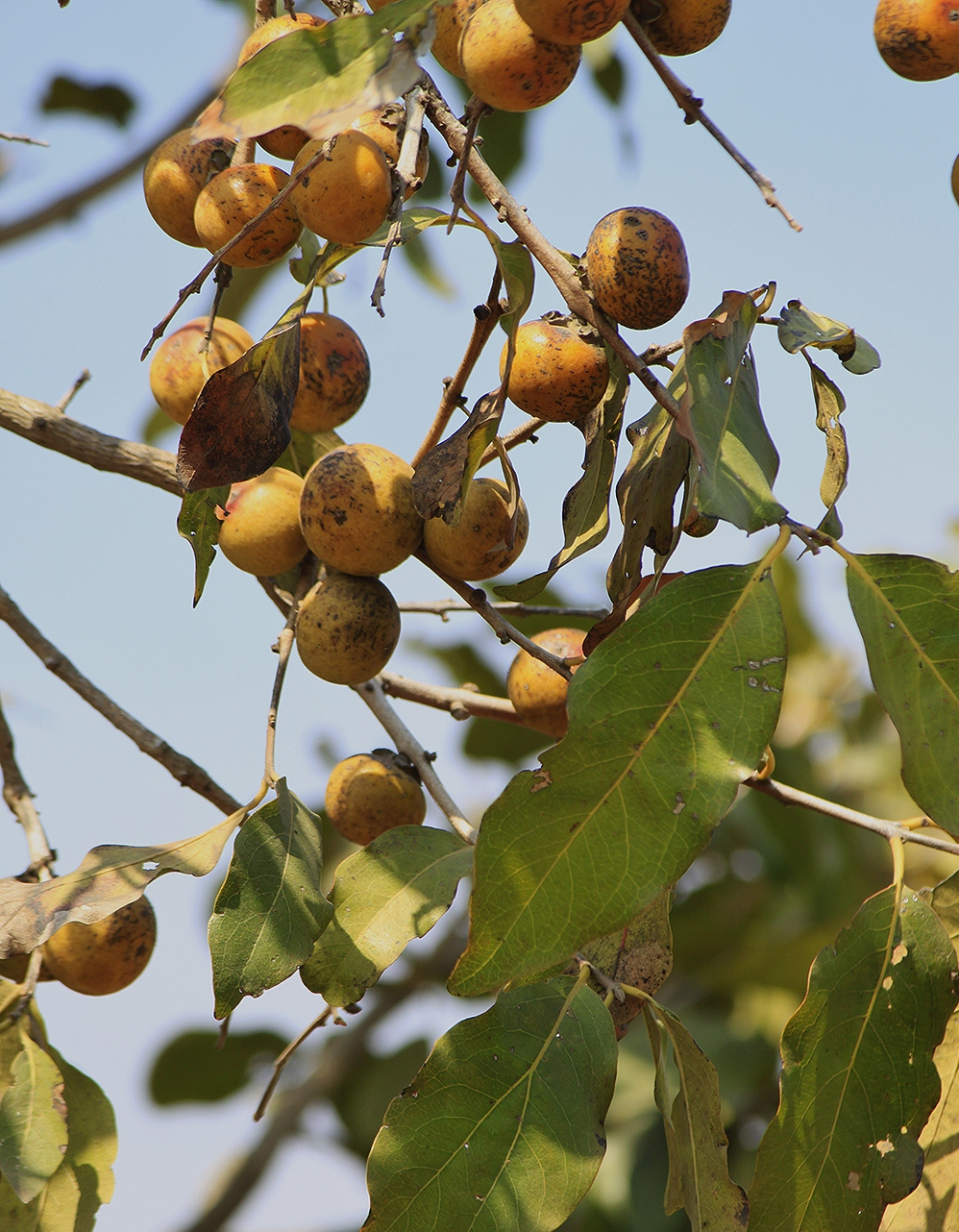
Fruits.